# Ґо Сейґен
Ґо Сейґен (кит.: 吳清源, піньінь: Wú Qīngyuán, У Цін'юань, 12 липня 1914 — 30 листопада 2014) — китайський гравець у го, один із найсильніших гравців 20 століття.
У Цін'юань народився в Китаї, де й навчився грати в го. Ще в дитинстві його запросили в Японію, де його прізвище, записане тими ж ієрогліфами, стали читати відповідно до японських правил прочитання Ґо Сейґен.
Ґо Сейґен був одним із найвизначніших гравців в період з 30-х по 60 роки. Оскільки після війни він був позбавлений японського громадянства[джерело не вказане 448 днів] і втратив членство у Ніхон Кі-ін, він не виборював престижні японські титули, однак регулярно грав матчі з 10 партій із провідними японськими гравцями, і неодмінно вигравав їх.

## Біографія
У Цін'юань народився в Фучжоу, провінція Фуцзянь. У го він почав грати в 9 років. До 12 років він досягнув професійного рівня, про що засвідчили ігри з японськими професіональними гравцями, що навідувалися до Китаю у пошуках талантів. Зазвичай вони були набагато сильніші від місцевих гравців, але У боровся на рівних. Завдяки сильній грі хлопця, японці почали клопотатися про його запрошення до Японії. У Цін'юань перебрався до Японії у 1928. Йому одразу присвоїли 3 дан (професіональний, тоді інших не було).
Граючи в Японії, Ґо Сейґен швидко зарекомендував себе одним із найсильніших гравців. На початку 30-х він разом із Кітані Мінору розпочав революцію в принципах розвитку на початку гри, яка отримала назву сінфусекі (нове фусекі). Це був новий підхід до побудови партії, який ґрунтувався на швидкості розвитку та акценті на центр. Він розпочав період сміливого експериментування в грі.
Хон'імбо Сюсай обрав Ґо Сейґена своїм супротивником у другому прощальному матчі. Гра широко освітлювалася в пресі й супроводжувалася скандалами. Ґо розпочав її трьома незвичними ходами: тенгеном, хосі й сан-саном. Його звинуватили в неповазі до супротивника. Напружена боротьба завершилася перемогою Хон'імбо з різницею в два камені. Прихильники Ґо Сейґена скаржилися, що Хон'імбо мав право відкладати партію коли завгодно, а тому регулярно отримував перевагу в аналізі. Крім того, були чутки, що виграшне тесузді знайшов не сам Хон'імбо, а один із його учнів.
Ґо Сейґен допомагав своїми коментарями Ясунарі Кавабаті, який писав звіт про третій із прощальних матчів Хон'імбо Сюсая проти Кітані Мінору, описаному потім у романі «Мейдзін».
З кінця 1930-х Ґо Сейґен почав грати з різними супротивниками матчі з десяти ігор, які називаються японською дзюбанґо. Правила таких матчів передбачають фору тоді, коли один із супротивників сильніший від іншого. Оскільки чорні, які в го починають першими, мають перевагу, то при грі на рівних, супротивники почергово грають чорними й білими. Якщо один з гравців виграє 4 гри підряд, то фора міняється, і він грає надалі білими кожні дві партії з трьох. Завдяки такій зміні загальний рахунок виграшів і програшів рівніший, але гравець, що змушений грати дві партії з трьох чорними, зазнає безчестя, тобто визнає, що він слабший. Ґо Сейґен, граючи з найсильнішими японськими гравцями, добився форової переваги проти всіх, крім старшого майстра Каріґане Юніті, матч з яким просто вирішили шанобливо припинити, коли виникла загроза фори.
Ґо Сейґен втратив своє китайське громадянство після утворення КНР. Водночас він не був японцем. У зв'язку з цим, він не боровся за японські професійні титули в 50-х роках. У 1961 році його збив мотоцикл, і після довгого лікування він втратив концентрацію і витривалість, тому його результати погіршилися. Він продовжував вряди-годи грати до 1983 року, хоча його колишня сила не повернулася.
Після завершення кар'єри Ґо Сейґен продовжував займатися ґо. У нього був тільки один офіційний учень — Рін Кайхо. Він написав кілька книг, зокрема «Як гратимуть у го в 21 столітті», присвячену його баченню принципів розвитку фусекі. Інші його книги — «Сучасний словник використання дзьосекі» та «Фусекі й атака та захист у середині гри».